# 김석주 (법조인)
김석주(金碩周, 1930년 ~)는 제주지방법원과 창원지방법원에서 법원장을 역임한 법조인이다.

## 생애
1930년 경상남도 남해군에서 태어난 김석주는 부산대학교 법학과를 졸업하고 제8회 고등고시 사법과에 합격해 거창지원 판사, 부산지방법원과 대구고등법원에서 부장판사를 하다가 제주지방법원과 창원지방법원에서 법원장을 역임했다.
부산지방법원 제1형사부 재판장으로 재직하던 1974년 5월 31일에 술에 취해 떠들다 경찰에 연행되자 경찰관에게 "목을 베겠다"는 등 폭언을 한 혐의로 1심에서 공무집행방해죄를 적용해 징역6월이 선고된 피고인의 항소심 선고 재판에서 대한민국 재판 사상 최초로 징역 1월을 선고했다.
대구고등법원 특별부 재판장으로 재직하던 1982년 3월 3일에 교통부가 교통사고 방지를 위해 교통부령으로 교통사고 다발 운수회사에 대한 차량 감차조치의 행정처분을 하자 부산시 극동택시 대표와 대구시 청구택시 대표가 각각 부산시장과 대구시장을 상대로 제기한 차량 감차 조치에 대한 행정처분 효력정지 가처분 신청에서 "이유있다"며 인용하면서 "뽄안 소송의 선고가 있을 때까지 효력을 정지한다"고 했다.